# Närke

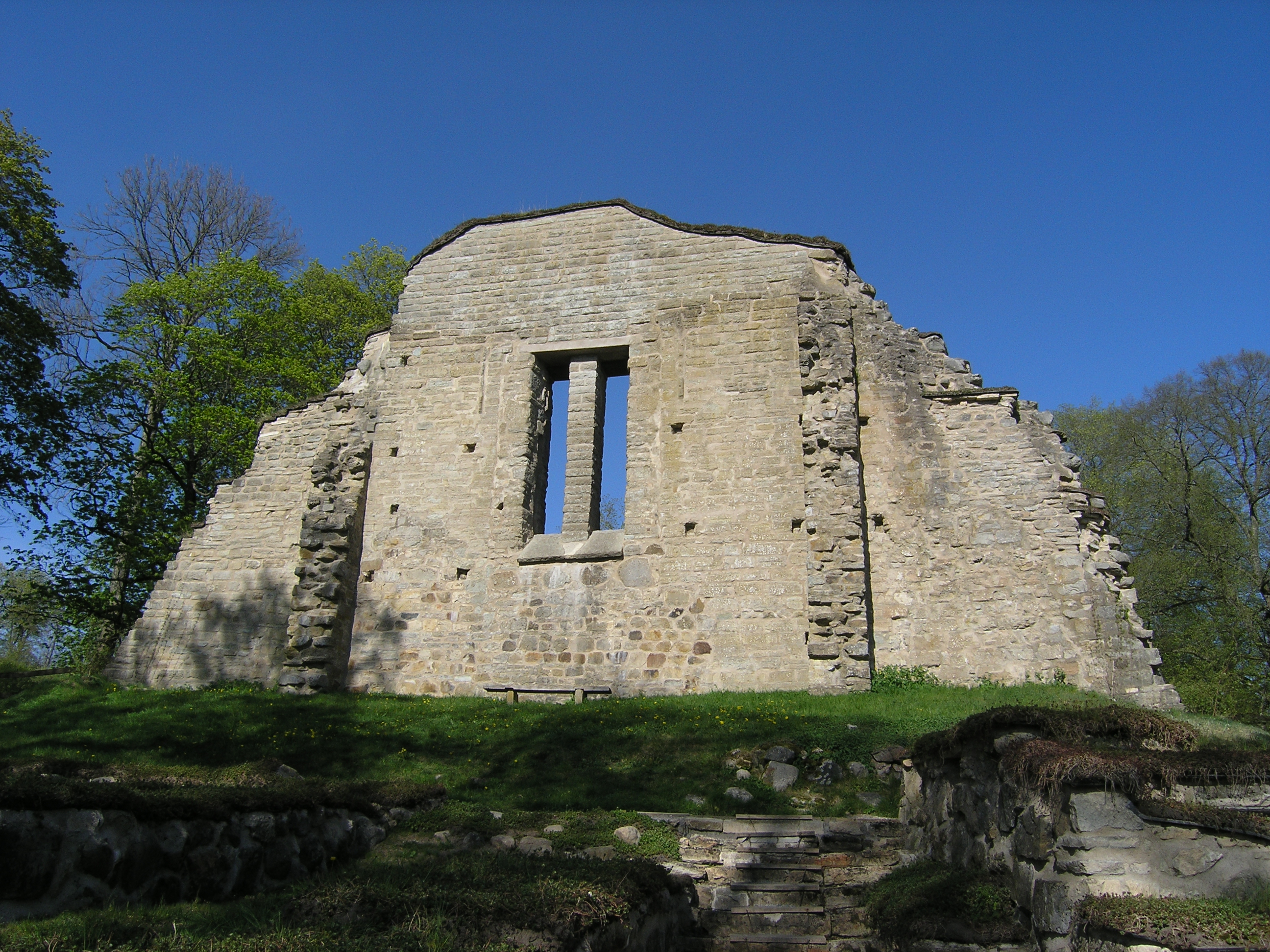
Zřícenina opatství Riseberga v Lekebergu

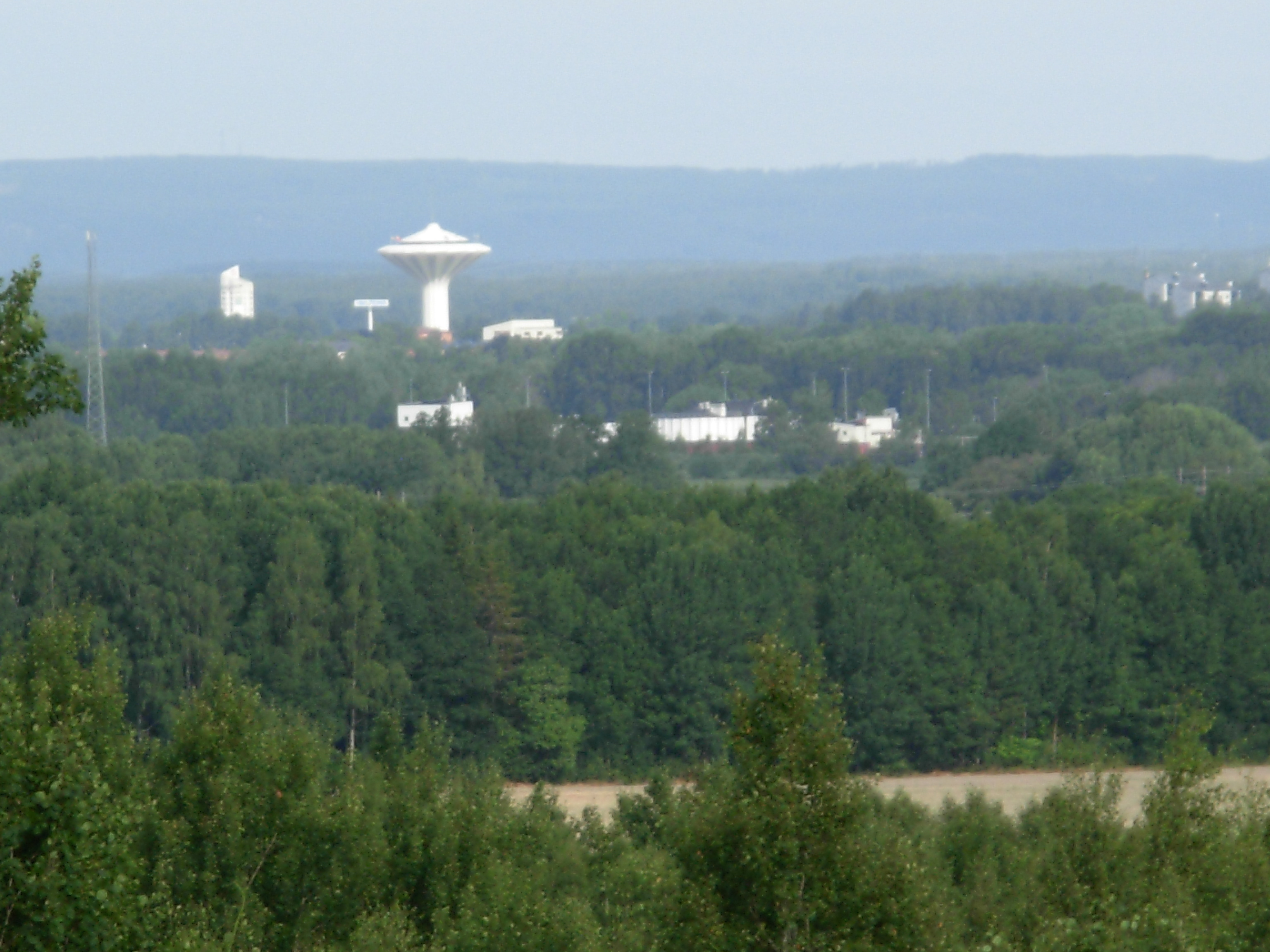
Výhled na okolí Örebro v Närke

Närke je tradiční švédská provincie, která se nachází ve Svealandu na jihu středního Švédska. Na severu sousedí s Västmanlandem, se Södermanlandem na východě, s Östergötlandem na jihovýchodě, s Västergötlandem na jihozápadě a s Värmlandem na severozápadě. Närke má rozlohu 4 122 km² a žije zde přibližně 220 tisíc obyvatel.

## Název
Název provincie pochází ze starého slova när (úzký), které odkazuje na úzký hřbet, kde se nachází kostel Norrbyås. Co znamená zbytek názvu, není jasné.

## Správa
Tradiční švédské provincie neslouží žádným administrativním nebo politickým účelům, ale jsou to historické a kulturní entity. V případě Närke tvoří provincie jižní část kraje Örebro.
V Närke mají svá sídla tyto obce:
- Askersund
- Hallsberg
- Kumla
- Laxå
- Lekeberg
- Örebro

## Geografie
- Nejvyšší hora: Kilsbergen
- Největší jezero: Vättern
- Národní parky: Garphyttan

Nejstarším městem v Närke bylo Örebro, které získalo městská privilegia kolem roku 1200. Poté je získal v roce 1643 Askersund a v roce 1942 Kumla. Status města byl ve Švédsku zrušen roku 1971, takže se jedná o historické tituly.

## Dějiny

### Pravěk
Severská mytologie zmiňuje tři krále Närke, Niðhada, Olofa Bystrozrakého a Sporsnjalla. Niðhad byl podlý král spojovaný s kovářem Wielandem, Olaf pomohl norskému králi Víkarovi v bitvě a Sporsnjall byl upálen Ingjaldem Illrådem spolu s pěti dalšími drobnými králi.

### Středověk
Vyhnaný norský král Olaf II. Norský pobýval nějakou dobu v Närke, než odjel na Kyjevskou Rus za jejím vládcem Jaroslavem I. Moudrým. Je možné, že Olaf inicioval christianizaci provincie (vizte také Kultura Närke).
V roce 1170 bylo Närke začleněno do Strängnäské diecéze.
Kolem roku 1200 n. l. byl postaven hrad Örebro, který chránil most přes brod (öre znamená „písečný břeh“ a bro znamená „most“) a také čtvrť na jižní straně mostu.
V roce 1316 se budoucí Brigita Švédská provdala za Ulfa Gudmarsona z Närke, kterému porodila osm dětí, z nichž jedno byla svatá Kateřina Švédská.
V roce 1435 dostal Engelbrekt Engelbrektsson, vůdce lidového povstání proti německým šerifům, jako léno hrad Örebro. V následujícím roce byl zavražděn.

### Novověk
V 16. a 17. století, stejně jako formálně i v moderní době, se používal titul vévody z Närke.
Protože zemědělská činnost produkovala velmi málo, atraktivnějším odvětvím se pro zemědělce stala výroba železa a obchod s voly. Voli se prodávali v Bergslagenu a také v Dalarně, kde byla kůže z volů důležitým artiklem v dolech. Přebytek volů byl také jedním z důvodů, proč se obuvnický průmysl vyprofiloval a stal se až do poloviny 20. století nejdůležitějším průmyslovým odvětvím v Närke.
V Närke je řada starobylých hradů. Nejvýznamnější a nejzachovalejší se nachází v Tarsta u Sköllersta.

## Sporty
Hlavní fotbalovou organizací v provincii je Örebro Läns Fotbollförbund. Oblíbený je také lední hokej (Örebro HK) a bandy s (Örebro SK).